# Mamou
Mamou – miasto w Gwinei; 41 300 mieszkańców (2006). Przemysł spożywczy, włókienniczy.